# شینا شاه‌آبادی
شینا شاه‌آبادی (هندی: शीना शाहाबादी؛ زادهٔ ۲۱ نوامبر ۱۹۸۶) بازیگر اهل هند است.
از فیلم‌هایی که وی در آن‌ها نقش داشته‌است، می‌توان به من، من هستم اشاره نمود.